# Megújuló energiaforrások Magyarországon

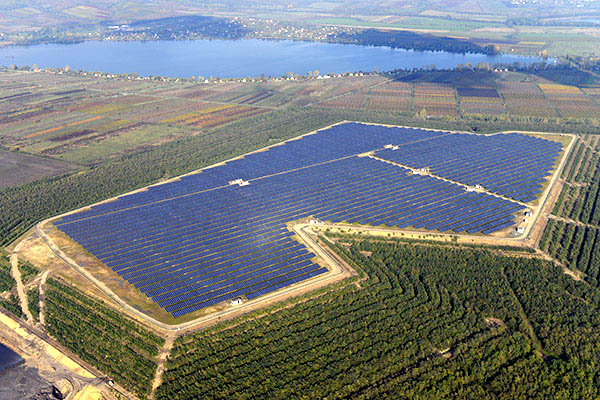
Naperőmű Visontán a Mátrai Erőmű és a Markazi-víztározó között

Magyarországon a megújuló energiaforrások 2015-ben a bruttó áramtermelés 7,3%-át tették ki. Ebből 52% volt a biomassza, 22% a szél, 9% a biogáz, 7% a vízenergia, 6% a megújuló kommunális hulladék és 4% a napenergia aránya. Az EU 2009-es megújuló irányelve alapján Magyarország 2020-ra bruttó energiatermelésének (áramtermelés, közlekedés, fűtés) 14,7%-át fogja megújuló forrásból fedezni. Ez az érték az egyik legalacsonyabb a tagállamok között.
A 2010-es évektől világszerte gyorsuló ütemben növekednek a megújuló forrásokból nyert kapacitások, mindenekelőtt a szél- és a napenergiából származók. Magyarországon a megújuló energiaforrások közül az állam leginkább a napenergiából és a biomasszából származó energiatermelést támogatja.

## Szélenergia

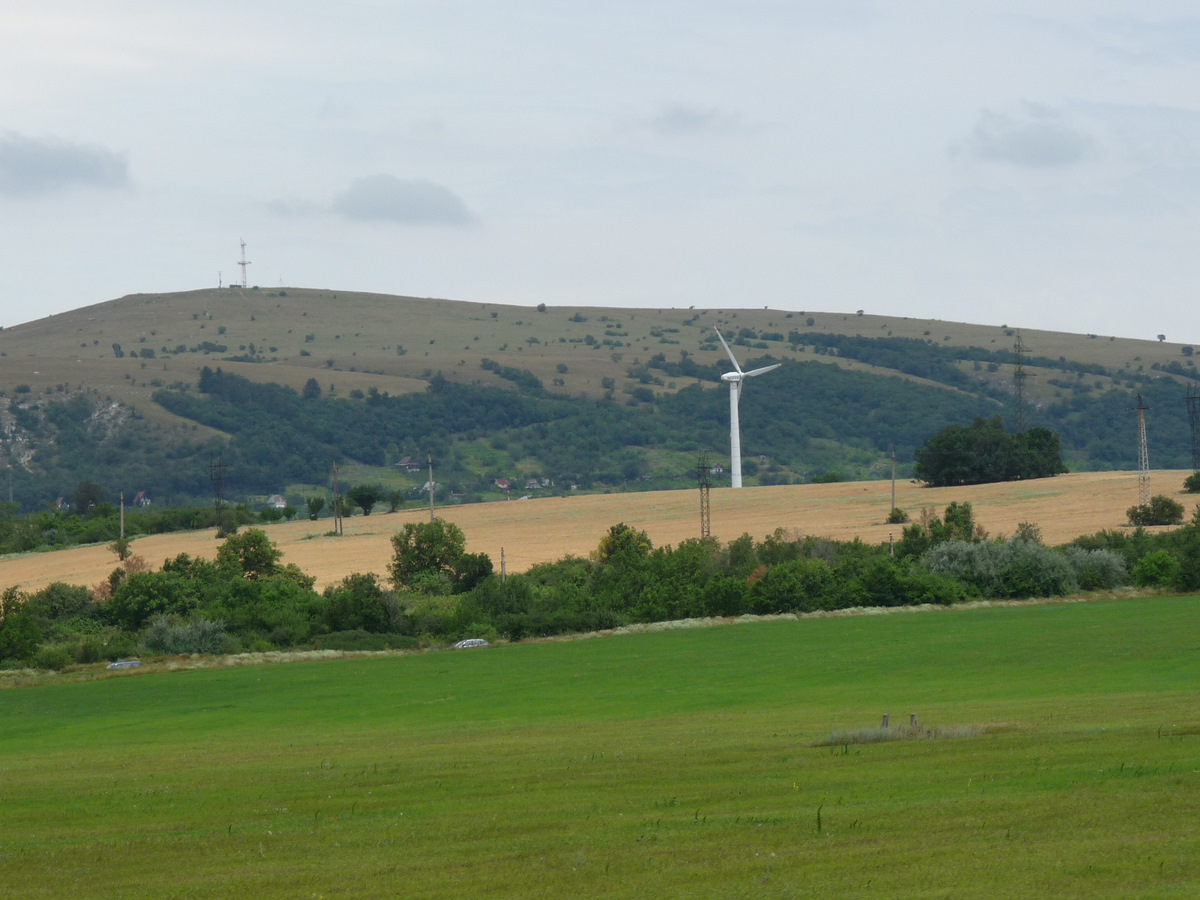
Inotai szélerőmű

Magyarország jelenlegi szélenergia-kapacitása 329 MW. A szélerőművek többsége a Kisalföldön helyezkedik el, ahol az optimális áramtermeléshez a legkedvezőbbek a természeti adottságok. 2006 óta azonban nem adtak ki engedélyt újabb szélerőművek építésére, utoljára 2011-ben adtak át új szélkereket. A 2016 vége óta érvényben lévő magyar szabályozás nem teszi lehetővé új szélerőművek építését. Csepreghy Nándor, a Miniszterelnökség államtitkára a szélerőművek 25%-os kapacitáskihasználtságával indokolta mellőzésüket.

## Napenergia

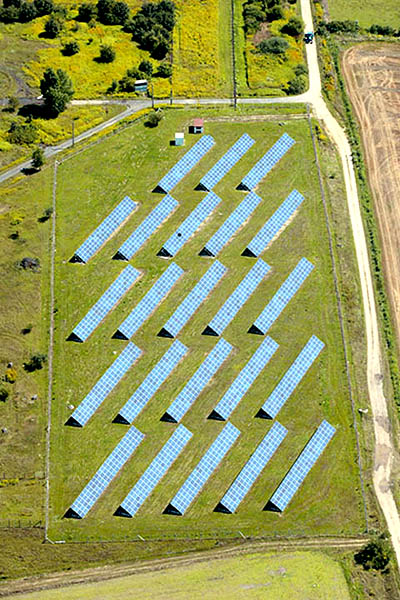
Ganna, napelempark

Magyarországon dinamikusan terjed a napenergia felhasználása, 2014-ben lendületet vett és azóta zárkózik fel folyamatosan a 2030-ra tervezett 6000 MW kapacitáshoz. 
A fotovoltaikus elven működő naperőművek 2018 végén már 640 MW feletti összkapacitással bírtak az országban. 2024-ben az ország legnagyobb naperőművei Mezőcsáton (250 MW), Szolnokon (138 MW), Inárcson (132 MW), Kaposváron (100 MW), Pakson, (20,6 MW), Bükkábrányban (20 MW) és Felsőzsolcán üzemeltek. A hazai összes beépített csúcsteljesítmény 2024-re elérte az 5741 MW-ot.

## Vízenergia
A kedvezőtlen környezeti adottságok és a Bős-nagymarosi vízlépcső esete után jelenlévő társadalmi elutasítottság miatt Magyarországon nincs jelentős vízenergia felhasználás. A két legnagyobb magyar vízerőmű a Tiszán helyezkedik el, a Tiszalöki erőmű 12,9 MW, a Kiskörei erőmű 28 MW beépített kapacitással rendelkezik. További, kisebb teljesítményű vízerőművek találhatóak még az országban, elsősorban a Rábán (pl. Ikervári vízerőmű). A tapolcai Malom tónál található malomkerék 2016-os felújítását követően mini-vízerőműként üzemel.
Bár Horvátország többször is kifejezte új vízerőművek (Novo Virje, Barcs) építésére vonatkozó szándékát a Dráva Magyarországgal közös szakaszain, ezt a magyar fél határozottan ellenzi. A közeljövőben csupán kisméretű, illetve mini-vízerőművek telepítésére lehet számítani az országban.
2015-ben Magyarországon 57 MW volt a vízenergia potenciális összteljesítménye.

## Biomassza
A magyar megújuló energiaforrások több mint fele biomasszából származik. Biomasszának minősülhet bármilyen szerves növényi vagy állati hulladék, amelynek újratermelődése biztosított. Magyarországon mindenekelőtt a mezőgazdasági melléktermékek, illetve külön erre a célra termesztett növények (pl. energiafű) felhasználása elterjedt. Részben vagy egészben biomasszát használnak számos magyar fosszilis erőmű működtetéséhez (Dorogi hőerőmű, Pécsi hőerőmű). A közlekedésben felhasznált bioetanol magas cukortartalmú növényekből készül. Biomasszának minősül a lakóházak fűtésére használt tűzifa is.
A kaposvári cukorgyárban a gyártás melléktermékeként keletkező biogázt megtisztítják, és amellett, hogy a gyár saját energiaszükségletét fedezik vele, a város is olcsóbb energiaforráshoz jut. Cukorgyári gázzal fűtik például a Virágfürdőt, de a 2015-ben munkába állított, gázüzemű helyi járatú buszok üzemanyagának egy része is ebből a megújuló energiaforrásból származik.

## Geotermikus energia
A geotermikus hőenergia közvetlen felhasználásában Magyarország a világ vezető államai közé tartozik a 2,7 TWh kapacitásával. (A legnagyobb felhasználók Magyarországon kívül: Kína (20,6 TWh), Törökország (12,2 TWh), Izland (7,4 TWh), Japán (7,1 TWh), USA (2,6TWh) és Új-Zéland (2,4 TWh). Elsősorban lakóházak, ipari létesítmények és üvegházak fűtésére használják. Geotermikus energia biztosítja többek között Győr, Szentlőrinc, Miskolc és Szentes távfűtését, részben vagy egészben. 
Az ország első áramot termelő geotermikus erőműve Turán épült. A 3 MW kapacitású létesítmény 2017-ben kezdte meg működését.

## Megújuló energia pályázat
A megújuló energiák alkalmazásának támogatására leggyakoribb pályázatok a magyar állam és EU részéről lettek kiírva. A pályázatok keresésére általában a PAFI pályázat figyelő oldal használatos. A kiírás szövege általában tartalmazza a maximális támogatási keretet (az összes beérkező pályázatra rendelkezésre álló pénzösszeget), esetleg a rendszer általfogadható összes energiamennyiséget (pl. GWh-ban), és egyéb feltételeket.